# Gościwuj
Gościwuj – staropolskie imię męskie, złożone z członów Gości- ("podejmować kogoś, gościć") i -wuj ("wuj"). Może więc oznaczać "ten, który gości wuja", "ten, który zawsze serdecznie przyjmuje krewnych ze strony matki".